# Драганешты
Драганешты (рум. Drăgănești, Дрэгэнешть) — село в Сынжерейском районе Молдавии. Является административным центром коммуны Драганешты, включающей также сёла Кирилены и Сакаровка.

## География
Село расположено на высоте 135 метров над уровнем моря.

## Население
По данным переписи населения 2004 года, в селе Дрэгэнешть проживает 2529 человек (1215 мужчин, 1314 женщины).
Этнический состав села:
| Национальность | Число жителей | Процентный состав |
| -------------- | ------------- | ----------------- |
| молдаване      | 2443          | 96,6              |
| украинцы       | 35            | 1,38              |
| румыны         | 31            | 1,23              |
| русские        | 16            | 0,63              |
| гагаузы        | 2             | 0,08              |
| болгары        | 1             | 0,04              |
| прочие         | 1             | 0,04              |
| Всего          | 2529          | 100 %             |

## Известные уроженцы
- Тигипко, Сергей Леонидович (род. 1960) — украинский политик.